# Старинки (Борисовский район)
Старинки (бел. Старынкі) — деревня в Борисовском районе Минской области Беларуси. Входит в состав Пригородного сельсовета.

## География
Деревня находится в северо-восточной части Минской области, к востоку от автодороги Н-8124, на расстоянии приблизительно 15 километров (по прямой) к северу от города Борисов, административного центра района. Абсолютная высота — 187 метров над уровнем моря. Площадь населённого пункта — 0,4126 км².

## История
Деревня известна с XVIII века. В 1897 году входила в состав Борисовского уезда Минской губернии, насчитывался 31 двор и 221 житель.
По состоянию на 1909 год, в Старинках имелось 53 двора и проживал 271 человек. В административном отношении деревня входила в состав Кищино-Слободской волости.
В 1930 году, в ходе проведения коллективизации, был образован колхоз «Искра Ильича».
До 8 февраля 2010 года деревня входила в состав Бродовского сельсовета.

## Население
По данным переписи 2019 года, в деревне проживало 34 человека.
| Год  | Население, человек |
| ---- | ------------------ |
| 1800 | 73                 |
| 1897 | ↗ 221              |
| 1909 | ↗ 271              |
| 1926 | ↘ 237              |
| 1960 | ↗ 248              |
| 1988 | ↘ 90               |
| 2008 | ↘ 39               |
| 2009 | → 39               |
| 2019 | ↘ 34               |